# Discocerina nadineae
Discocerina nadineae är en tvåvingeart som först beskrevs av Cresson 1925.  Discocerina nadineae ingår i släktet Discocerina och familjen vattenflugor. Inga underarter finns listade i Catalogue of Life.